# Orphulella paraguayensis
Orphulella paraguayensis är en insektsart som först beskrevs av Rehn, J.A.G. 1906.  Orphulella paraguayensis ingår i släktet Orphulella och familjen gräshoppor. Inga underarter finns listade i Catalogue of Life.